# 疯狂派对
疯狂派对（英文：The Naked Now）是美国科幻电视剧星际旅行：下一代的第三集。在这一集中， 聯邦星艦企業號接到了与科学船SS康斯坦丁·齐奥尔科夫斯基号会合的任务。但随后在这艘科学船上却发生了极不寻常的事情。

## 剧情

### 科学船
聯邦星艦企業號的舰长让-吕克·皮卡尔带领着自己的舰队接到了与科学船SS康斯坦丁·齐奥尔科夫斯基号会合的任务，以曲速7的速度赶往这艘科学船的位置。这艘科学船正在监视一颗即将由红巨星塌陷为白矮星的恒星。
正当聯邦星艦企業號赶到科学船附近的时候，他们与科学船的通信却突然中断了，生命探测仪在这艘科学船中也探测不到任何活着的生命。为了弄清楚究竟，皮卡尔舰长决定派遣外勤队登上这艘科学船。大副威廉·赖克、二副Data等人被传送到了科学船上，却发现船上的船员们已经全部死亡，大多数人还是赤身裸体的情况下死去的。

### 病毒扩散
探查完毕后，外勤队返回了企业号，但中尉乔迪·拉弗吉却表现的十分怪异，平时温和的他开始对身边的人大吼大叫，还感到身体发热，并突然想拥有和常人一样的肉眼。在医生贝弗莉·柯洛夏用电脑查询资料的当口，拉弗吉逃出了医疗舱，并跑到卫斯理·柯洛夏的舱房中。两人谈话时，卫斯理向拉弗吉倾诉了希望得到皮卡尔舰长的赏识，并在舰桥获得一份工作。卫斯理和塔莎·叶与拉弗吉的接触使得他们也受到了感染，这种持续性的交叉感染使得很多船员丧失了理智，这种情况下，卫斯理利用拷贝皮卡尔舰长的声音成为了代理舰长，还占领了机械室。生化人Data虽与常人构造不同，但却也感染到了病毒，行为开始变得怪异。受到感染的塔莎萌生了性欲，便勾引同样情况的Data，二人甚至发生关系。神童卫斯理利用星舰的能量制造了一个排斥力的防护罩，将机械室与外界隔绝开来，使得威廉·赖克无法进入到机械室中，至此，皮卡尔舰长完全失去了对星舰的控制。

### 拯救星舰
经过搜寻资料，船员们发现一百多年前由詹姆斯·柯克舰长带领的聯邦星艦企業號也曾遇到过这种情况，但最终研发出了一种疫苗得以解决。医生贝弗莉开始着手研究这种疫苗，但首次制造出的疫苗并不能抑制病毒的扩散。与此同时，科技船SS康斯坦丁·齐奥尔科夫斯基号监控的这颗红巨星已经开始塌陷，若不及时将星舰开往别处，塌陷时所迸发出的岩石会毁掉整艘舰船。
皮卡尔舰长、医生贝弗莉、大副赖克在最后关头均受到了感染，失去理性的皮卡尔和贝弗莉甚至开始调情。但三人都努力克服这种情况，继续为企业号的存亡所努力。终于，贝弗莉研究出了有效抑制病毒的疫苗，并治愈了身旁的几名船员。可是此时的红巨星已经开始塌陷，并迸发出了一颗巨大岩石，若企业号不能在十分钟内驶离此区域，则必毁无疑。
在此紧要关头，舰桥却发现无法对发动机进行控制，原来一名丧失理智的工程师将100多枚芯片拔了出来当积木玩耍。Data则利用自己强大的运算能力来插回芯片。但通过他自己的运算得知，他们还是会在芯片插完之前被岩石撞毁，他们还需要多一分钟。此时，天才儿童卫斯理想出了绝妙的主意，他利用牵引光束将科学船推到岩石上并与之相撞，这股冲力不仅让岩石的速度降低，还给了企业号一个反冲力。就这样，他们又赢得了宝贵的一分钟，随后Data将芯片全部归位，企业号利用脉冲引擎逃离了这一区域。

## 其他
星际旅行：下一代中的疯狂派对可以看作为星际旅行：初代中“The Naked Time”的后续章节。在“The Naked Time”中，由詹姆斯·柯克舰长带领的聯邦星艦企業號在探险中也遇到过相同的情况。

## 客串演员
| 演员            | 客串角色 |
| --------------- | -------- |
| 布鲁克·邦迪     | 莎拉     |
| Skip Stellrecht | 工程师   |
| 朱任南          | 康恩     |
| 本杰明·W.S      | 吉姆下田 |